# Pierre Fassnacht
Pierre Fassnacht (* 26. Januar 1996 in Mühlacker) ist ein deutscher Fußballspieler. Der Linksverteidiger steht bei Rot-Weiß Oberhausen unter Vertrag.

## Karriere
Fassnacht begann seine fußballerische Laufbahn beim Karlsruher SC, bei dem er sämtliche Jugendmannschaften durchlief. 2015 rückte er in den Kader der zweiten Mannschaft auf und stand am 14. August 2015 beim 2:1-Sieg gegen den FSV Frankfurt erstmals im Kader der Zweitligamannschaft. Zu seinem ersten Profieinsatz kam er jedoch nicht, sondern wurde in der Folge in der zweiten Mannschaft eingesetzt. Im April 2016 unterzeichnete er seinen ersten Profivertrag, wurde zur folgenden Saison aber in die Regionalliga Südwest zum SSV Ulm 1846 verliehen. Dort avancierte er auf der linken Abwehrseite zum Stammspieler und absolvierte 27 Spiele. Gleichwohl setzte der KSC nach dem Abstieg in die 3. Liga zur Saison 2017/18 nicht auf ihn, sodass Fassnacht sich dem 1. FC Saarbrücken anschloss. Dort kam er aber nicht über die Rolle des Ergänzungsspielers hinaus.
Am 28. Mai 2014 absolvierte Fassnacht gegen die Schweiz für die deutsche U-18-Nationalmannschaft sein bislang einziges Länderspiel.
In der Winterpause 2018/19 verpflichtete der Drittligist FC Carl Zeiss Jena Fassnacht trotz fehlender Einsatzzeiten auf Empfehlung des neuen Cheftrainers Lukas Kwasniok, der ihn noch aus Karlsruher Zeiten kannte. Am 9. Februar 2019, dem 23. Spieltag, kam Fassnacht beim 1:1 gegen seinen ehemaligen Verein Karlsruher SC für Carl Zeiss Jena zu seinem ersten Profieinsatz.
Im Juli 2020 unterschrieb Fassnacht einen Vertrag bei Rot-Weiß Oberhausen. Dort konnte er sich auf der Position des linken Verteidigers in der Startelf etablieren, wenngleich er vereinzelt auch im Mittelfeld oder in der Innenverteidigung aushalf. Mit Oberhausen schloss Fassnacht jeweils im oberen Tabellendrittel der Regionalliga West ab, auch wenn der Aufstieg jeweils nicht gelang. Auch im Niederrheinpokal blieb ein Erfolg und damit die Teilnahme am DFB-Pokal verwehrt; zuletzt scheiterte Oberhausen unter Beteiligung Fassnachts 2023 und 2024 jeweils im Finale an Rot-Weiss Essen.